# Col du Hahnenbrunnen
Der Col du Hahnenbrunnen ist ein Pass in den Vogesen. Er liegt im Departement Haut-Rhin der französischen Region Grand Est.
Der 1186 m hohe Pass verbindet über unbefestigte Wege das Tal der Thur im Südwestlen mit dem der Fecht im Nordosten, beides Nebenflüsse der Ill. Die Gemeinden sind Kruth und Metzeral, die gleichnamigen Talorte liegen beide etwa bei 490 m bis 500 m.
Oft der Kammlinie der Vogesen folgend führt der GR 5, der französische Teil des Europäischen Fernwanderweges E2, über die Passhöhe. In ihrer Nähe befinden sich eine zu bestimmten Zeiten geöffnete Refuge und ein Restaurant.
Mit Fahrzeugen ist der Col du Hahnenbrunnen auf der Route des Crêtes erreichbar, auf der er im welligen Abschnitt zwischen dem Col de la Schlucht und Le Markstein auf einer eher niedrigen Höhe liegt.